# Arnold Palmer Invitational
L'Arnold Palmer Invitational est un tournoi masculin de golf comptant pour le PGA Tour. Ce tournoi était anciennement appelé le Florida Citrus puis le Bay Hill Classic avant de prendre le nom du golfeur Arnold Palmer.

## Palmarès
| Année                                              | Vainqueur           | Nationalité     |
| -------------------------------------------------- | ------------------- | --------------- |
| Florida Citrus Open Invitational                   |                     |                 |
| 1966                                               | Lionel Hebert       | États-Unis      |
| 1967                                               | Julius Boros        | États-Unis      |
| 1968                                               | Dan Sikes           | États-Unis      |
| 1969                                               | Ken Still           | États-Unis      |
| Florida Citrus Invitational                        |                     |                 |
| 1970                                               | Bob Lunn            | États-Unis      |
| 1971                                               | Arnold Palmer       | États-Unis      |
| Florida Citrus Open                                |                     |                 |
| 1972                                               | Jerry Heard         | États-Unis      |
| 1973                                               | Buddy Allin         | États-Unis      |
| 1974                                               | Jerry Heard         | États-Unis      |
| 1975                                               | Lee Trevino         | États-Unis      |
| 1976                                               | Hale Irwin          | États-Unis      |
| 1977                                               | Gary Koch           | États-Unis      |
| 1978                                               | Mac McLendon        | États-Unis      |
| Bay Hill Citrus Classic                            |                     |                 |
| 1979                                               | Bob Byman           | États-Unis      |
| Bay Hill Classic                                   |                     |                 |
| 1980                                               | Dave Eichelberger   | États-Unis      |
| 1981                                               | Andy Bean           | États-Unis      |
| 1982                                               | Tom Kite            | États-Unis      |
| 1983                                               | Mike Nicolette      | États-Unis      |
| 1984                                               | Gary Koch           | États-Unis      |
| Hertz Bay Hill Classic                             |                     |                 |
| 1985                                               | Fuzzy Zoeller       | États-Unis      |
| 1986                                               | Dan Forsman         | États-Unis      |
| 1987                                               | Payne Stewart       | États-Unis      |
| 1988                                               | Paul Azinger        | États-Unis      |
| Nestle Invitational                                |                     |                 |
| 1989                                               | Tom Kite            | États-Unis      |
| 1990                                               | Robert Gamez        | États-Unis      |
| 1991                                               | Andrew Magee        | États-Unis      |
| 1992                                               | Fred Couples        | États-Unis      |
| 1993                                               | Ben Crenshaw        | États-Unis      |
| 1994                                               | Loren Roberts       | États-Unis      |
| 1995                                               | Loren Roberts       | États-Unis      |
| Bay Hill Invitational                              |                     |                 |
| 1996                                               | Paul Goydos         | États-Unis      |
| 1997                                               | Phil Mickelson      | États-Unis      |
| 1998                                               | Ernie Els           | Afrique du Sud  |
| 1999                                               | Tim Herron          | États-Unis      |
| 2000                                               | Tiger Woods         | États-Unis      |
| 2001                                               | Tiger Woods         | États-Unis      |
| Bay Hill Invitational presented by Cooper Tires    |                     |                 |
| 2002                                               | Tiger Woods         | États-Unis      |
| 2003                                               | Tiger Woods         | États-Unis      |
| Bay Hill Invitational presented by MasterCard      |                     |                 |
| 2004                                               | Chad Campbell       | États-Unis      |
| 2005                                               | Kenny Perry         | États-Unis      |
| 2006                                               | Rod Pampling        | Australie       |
| Arnold Palmer Invitational presented by MasterCard |                     |                 |
| 2007                                               | Vijay Singh         | Fidji           |
| 2008                                               | Tiger Woods         | États-Unis      |
| 2009                                               | Tiger Woods         | États-Unis      |
| 2010                                               | Ernie Els           | Afrique du Sud  |
| 2011                                               | Martin Laird        |                 |
| 2012                                               | Tiger Woods         | États-Unis      |
| 2013                                               | Tiger Woods         | États-Unis      |
| 2014                                               | Matt Every          | États-Unis      |
| 2015                                               | Matt Every          | États-Unis      |
| 2016                                               | Jason Day           | Australie       |
| 2017                                               | Marc Leishman       | Australie       |
| 2018                                               | Rory McIlroy        | Irlande du Nord |
| 2019                                               | Francesco Molinari  | Italie          |
| 2020                                               | Tyrrell Hatton      | Angleterre      |
| 2021                                               | Bryson DeChambeau   | États-Unis      |
| 2022                                               | Scott Scheffler     | États-Unis      |
| 2023                                               | Kurt Kitayama       | États-Unis      |
| 2024                                               | Scott Scheffler (2) | États-Unis      |
| 2025                                               | Russell Henley      | États-Unis      |

### Palmarès par golfeur
| Total | Nom           | Année(s)                                       |
| ----- | ------------- | ---------------------------------------------- |
| 8     | Tiger Woods   | 2000, 2001, 2002, 2003, 2008, 2009, 2012, 2013 |
| 2     | Jerry Heard   | 1972, 1974                                     |
| 2     | Gary Koch     | 1977, 1984                                     |
| 2     | Tom Kite      | 1982, 1989                                     |
| 2     | Loren Roberts | 1994, 1995                                     |
| 2     | Ernie Els     | 1998, 2010                                     |
| 2     | Matt Every    | 2014, 2015                                     |